# Coming Home
Coming Home – dziewiąty album Lionela Richiego wydany we wrześniu 2006 roku.

## Lista utworów
1. „I Call It Love” – 3:18
2. „Sweet Vacation” – 3:54
3. „Why” – 4:00
4. „What You Are” – 4:12
5. „Up All Night” – 3:34
6. „I'm Coming Home” – 4:18
7. „All Around the World” – 3:33
8. „Outta My Head” – 3:13
9. „Reason to Believe” – 4:46
10. „I Love You” – 4:11
11. „I Apologize” – 3:37
12. „I'm Missing Her” – 3:57